# San Guim de Freixanet
San Guim de Freixanet (oficialmente y en catalán Sant Guim de Freixenet) es un municipio español de la provincia de Lérida, en la comunidad autónoma de Cataluña. Localizado en las cotas altas del Altiplano Central Catalán, concretamente al sudeste de la comarca administrativa de la Segarra, colindando con la comarca de Noya y la provincia de Barcelona, tiene una población de 1222 habitantes (INE 2024).
La capital municipal es San Guim de Freixanet o de l'Estació, núcleo de población originado a finales del siglo XIX, junto a la estación de ferrocarril, de la actual línea de Barcelona a Lérida. El municipio también comprende los núcleos históricos de población de Altadill, Amorós, El Castell de Santa Maria, Freixenet de Segarra (antigua cabecera del municipio), Les masies de Melió[cita requerida], La Rabassa, Palamós, Sant Domí, Sant Guim Vell o de la Rabassa y La Tallada.

## Historia
Anteriormente este municipio recibió otros nombres, como Freixanet, Freixanet y Altadill y Pineda de Segarra.

## Demografía
Cuenta con una población de 1222 habitantes (INE 2024).
| Gráfica de evolución demográfica de San Guim de Freixanet entre 1842 y 2021 |
| |
| Población de derecho según los censos de población del INE Población de hecho según los censos de población del INEEn estos censos se denominaba Freixiuet: 1842 En este censo se denominaba Freixinet: 1857 En estos censos se denominaba Freixanet: 1860, 1877, 1887, 1897, 1900 y 1910 En estos censos se denominaba Freixanet y Altadill: 1920, 1930, 1940 y 1950 En estos censos se denominaba San Guim de Freixanet: 1960, 1970 y 1981 Entre el censo de 1857 y el anterior, crece el término del municipio porque incorpora a 255017 (Amorós), 255097 (Castell de Santa María), 255304 (Rabasa y Palamós), 255331 (Sant Doni), 255355 (Tallada) |

| 1900 | 1930 | 1950 | 1970 | 1981 | 1986 |
| ---- | ---- | ---- | ---- | ---- | ---- |
| 536  | 1123 | 1206 | 1185 | 1077 | 1085 |

## Lugares de interés
- Castillo de la Tallada, en el núcleo de La Tallada de Segarra.
- Iglesia de Santa María de Freixenet, parcialmente estilo románico lombardo (siglo XI), en el núcleo Freixenet
- Antiguo convento de jesuitas, en el núcleo de Sant Guim de la Rabassa
- Miradores panorámicos, en los núcleos de Altadill, La Rabassa y Sant Domí
- Celler Cooperatiu del antiguo Sindicato, edificio modernista diseñado por Cèsar Martinell, en el núcleo de Sant Guim de Freixenet.
- Ruta de la Marinada (ruta senderista autoguiada, promocionada por el ayuntamiento).